# Problepsis eucircota
Problepsis eucircota är en fjärilsart som beskrevs av Louis Beethoven Prout 1913. Problepsis eucircota ingår i släktet Problepsis och familjen mätare. Inga underarter finns listade i Catalogue of Life.